# 贝克山-斯诺夸尔米国家森林
贝克山-斯诺夸尔米国家森林（英語：Mount Baker-Snoqualmie National Forest）位于华盛顿州，是座美国国家森林，向西沿着喀斯喀特山脉延展140英里（230）长，从美加邊界一直到瑞尼爾山國家公園北侧。森林由美国国家森林局管控，行政中性位于埃弗里特。